# جامعة أولو

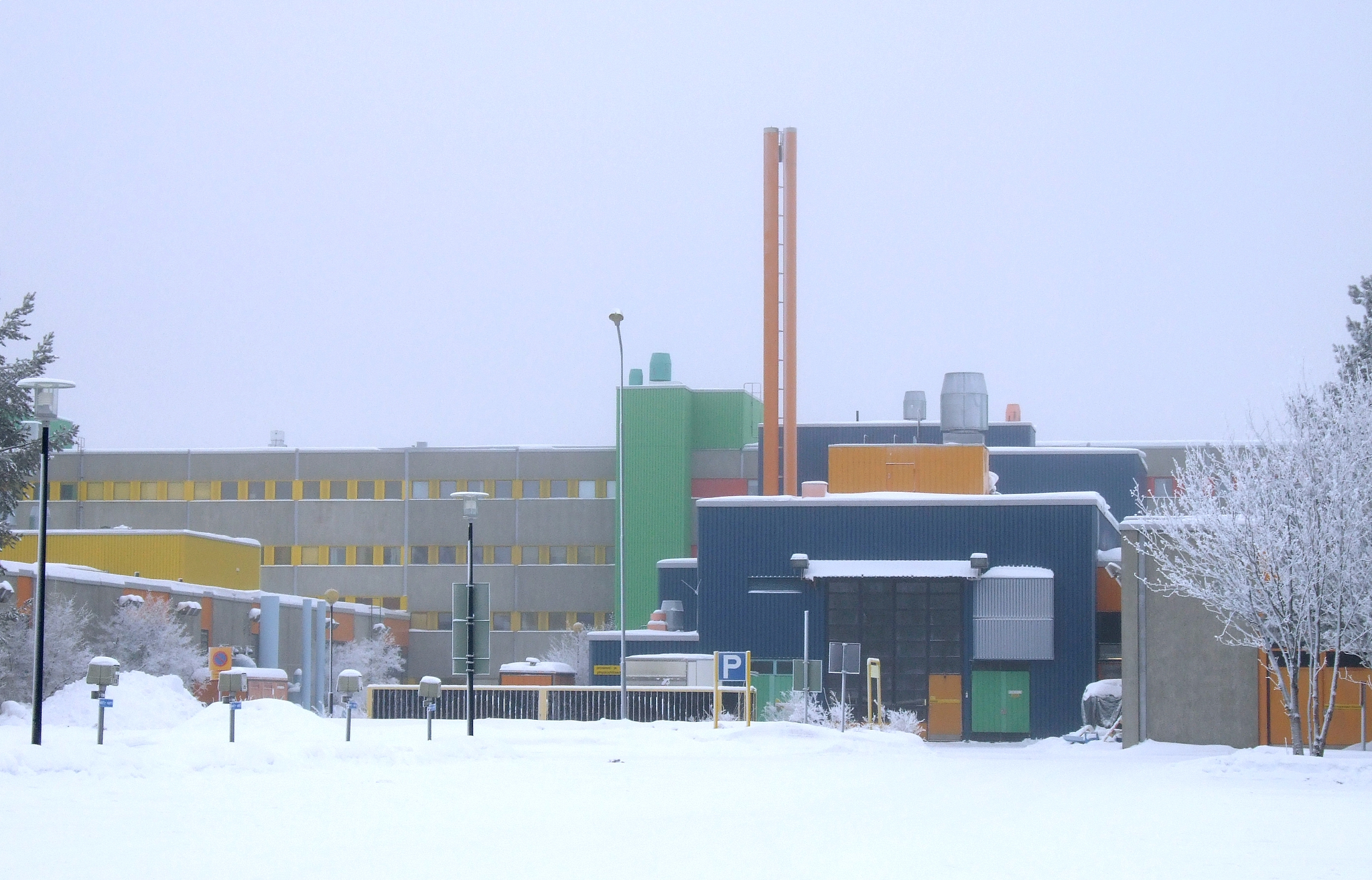
كلية التقنية في جامعة أولو

جامعة مدينة أولو (تسمى بالفلندية: Oulun yliopisto) هي ثالث أكبر جامعة في فلندا، أنشأت في 8 يوليو 1958 و يدرس فيها 15,880 طالب وبها حوالي 3.000 إداري.

## وصلات خارجية
- الصفحة الرئيسية بالإنجليزية لجامعة أولو.